# Maroc Web Awards
 (février 2024).
 (février 2024).
Les Maroc Web Awards (en arabe : « المغرب ويب أوردس », al-Maġrib wib awardz) sont une compétition annuelle qui récompense depuis 2008 les créateurs de contenu sur internet, grâce aux votes d'internautes et d'un jury, et se clôt par une cérémonie de remise de trophées organisée à Casablanca et diffusée gratuitement en ligne.
Cette compétition s'inscrit dans la continuité des 4 éditions des Maroc Blog Awards qui honoraient essentiellement le meilleur de la blogosphère marocaine. L'événement est organisé par l'agence Synergie Media.
L'actuel partenaire officiel des MWA depuis 4 éditions est l'opérateur télécoms inwi.

## Les éditions

### Maroc Blog Awards 1
La première édition des Maroc Blog Awards s'est tenue en marge du Blogotour, une série de conférences gratuites portant sur la vulgarisation d'internet et des blogs auprès du grand public dans plusieurs villes du Maroc : Agadir, Casablanca, El Jadida, Tanger, Marrakech et Rabat. Une édition soutenue financièrement par Google dans le cadre de la promotion du service Blogger en langue arabe, en partenariat avec Hit Radio et le magazine culturel Exit, et qui a comptabilisé 214 candidatures dans 17 catégories.
Autres statistiques, les sites web officiels des MBA et du Blogotour ont enregistré entre le 5 décembre 2007 et le 2 février 2008 plus de 70.000 sessions et 114.000 pages vues.

#### Les différentes phases de la compétition
La compétition débute par la phase de nominations d'une durée de 3 semaines (du 5 au 26 décembre 2007) qui a enregistré le dépôt de 214 candidatures valides (sur 400 enregistrées), suivie par la phase de votes qui a enregistré (entre le 3 et le 24 janvier 2008) moins de 500 votes valides.
La soirée de remise des trophées a clos la première édition le samedi 2 février 2008 à Casablanca à partir de 19h30.

#### Les catégories
La compétition a enregistré 214 candidatures dans 17 catégories :
- Meilleur Blog Marocain de l'année
- Meilleur Blog Politique de l'année
- Meilleur Photoblog de l'année
- Meilleur Blog Musical de l'année
- Meilleur Blog Ado de l'année
- Meilleur Blog IT de l'année
- Meilleur Blog Artistique de l'année
- Meilleur Podcast de l'année
- Meilleur Blog Humoristique de l'année
- Meilleur Blog Collaboratif de l'année
- Meilleur Écrit de Blog de l'année
- Meilleur Design de Blog de l'année
- Meilleur Blog Rookie de l'année
- Meilleur Blog Thématique de l'année
- Meilleur Blog en Arabe de l'année
- Meilleur Blog Solidaire de l'année
- Meilleur Blog Linguistique de l'année

#### La cérémonie de remise des trophées
La cérémonie de remise des trophées s'est tenue la soirée du 2 février 2008 au Théâtre Mohammed VI de Casablanca avec la présence des humoristes Driss & Mehdi, lauréats du Dernier Comique, le groupe K’lma et le défilé « Stounami » du trio H’mar w Bikhèèr, et animée par le chroniqueur Oussama Benjelloun aux côtés de la comédienne Jalila Talemsi.
Près de 300 personnes ont assisté à la cérémonie, dont l'accès gratuit était réservé aux personnes ayant téléchargé leurs invitations en ligne sur le site web officiel.

#### Les lauréats[5]
- Meilleur Blog Marocain de l'année : Larbi.org
- Meilleur Blog Politique de l'année : Larbi.org
- Meilleur Photoblog de l'année : Intishar
- Meilleur Blog Musical de l'année : Bluesman
- Meilleur Blog Ado de l'année : Adam Bouhadma
- Meilleur Blog IT de l'année : Motic
- Meilleur Blog Artistique de l'année : Cinema Safi
- Meilleur Podcast de l'année : Selwane TV
- Meilleur Blog Humoristique de l'année : Hamida Mentoufa
- Meilleur Blog Collaboratif de l'année : Agadir Souss
- Meilleur Écrit de Blog de l'année : Laseine
- Meilleur Design de Blog de l'année : Zza3ta
- Meilleur Blog Rookie de l'année : Lalla Mira
- Meilleur Blog Thématique de l'année : Laurent Bervas
- Meilleur Blog en Arabe de l'année : Sana Lhannaoui
- Meilleur Blog Solidaire de l'année : Nadia Bettar

### Maroc Blog Awards 2
La deuxième édition des Maroc Blog Awards a connu quelques légers changements, comme la mise à jour des conditions de participation et la réduction du nombre de catégories qui sont passées de 17 à 13 catégories. Le niveau de participation a été jugé nettement supérieur à celui de l'édition précédente avec plus de 1.150 votes retenus sur plus de 2.380 votes enregistrés, 371 participants et 225 blogs retenus.

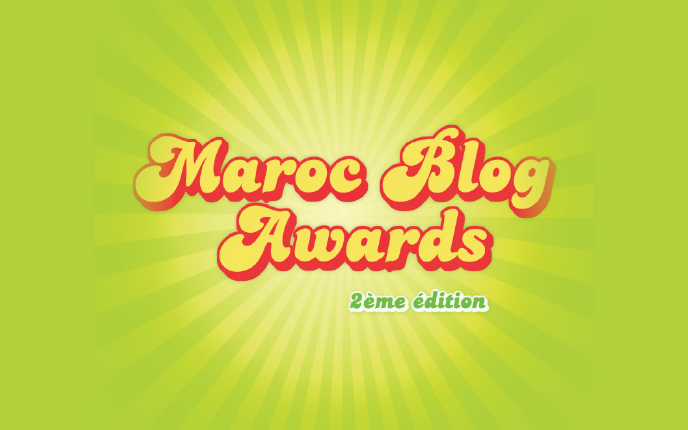
Logo de la 2e édition des Maroc Blog Awards (2008-2009)

#### Les différentes phases de la compétition
Aucun changement à noter de ce côté avec trois étapes distinctes : nominations (3 semaines), votes (3 semaines) et annonce des gagnants lors de la soirée de remise des trophées qui a clos la 2e édition le samedi 31 janvier 2009 à Casablanca à partir de 19h30.

#### Les catégories
La compétition a enregistré 225 candidatures dans 13 catégories :
- Meilleur Blog Marocain de l'année
- Meilleur Blog Politique de l'année
- Meilleur Blog IT de l'année
- Meilleur Blog Artistique de l'année
- Meilleur Blog Humoristique de l'année
- Meilleur Design de Blog de l'année
- Meilleur Blog Rookie de l'année
- Meilleur Sky-blog de l'année
- Meilleur Blog thématique de l'année
- Meilleur Blog en Espagnol de l'année
- Meilleur Blog en Anglais de l'année
- Meilleur Blog en Français de l'année
- Meilleur Blog en Arabe de l'année

#### La cérémonie de remise des trophées
La cérémonie de remise des trophées s'est tenue la soirée du 31 janvier 2009 au Théâtre Mohammed VI de Casablanca avec la présence des percussionnistes Ostina Tono, l'humoriste franco-congolais Phil Darwin, la troupe de break dance Lhiba Kingzoo et les jongleuses de feu Nouwara Fire Project, et était animée pour la deuxième année consécutive par Oussama Benjelloun aux côtés de Jalila Talemsi. Près de 400 personnes ont fait le déplacement pour assister au couronnement des blogueurs les plus talentueux de l'année.

#### Les lauréats[5]
- Meilleur Blog Marocain de l'année : DocteurHo
- Meilleur Blog Politique de l'année : Ibn Kafka
- Meilleur Blog IT de l'année : Pixel Utile
- Meilleur Blog Artistique de l'année : Neth.ma
- Meilleur Blog Humoristique de l'année : Fhamator
- Meilleur Design de Blog de l'année : Agharass
- Meilleur Blog Rookie de l'année : Bunix Tux
- Meilleur Skyblog de l'année : Saad Erraji
- Meilleur Blog thématique de l'année : Casawaves
- Meilleur Blog en Espagnol de l'année : Choque o Dialogo
- Meilleur Blog en Anglais de l'année : My Marrakech
- Meilleur Blog en Français de l'année : DocteurHo
- Meilleur Blog en Arabe de l'année : Anima

### Maroc Blog Awards 3
Les Maroc Web Awards, devenus un événement incontournable du web marocain, reviennent après deux éditions réussies pour célébrer une fois encore la créativité, l'engagement et le talent des blogueurs marocains. Les statistiques des trois premières éditions affichaient plus de 19 600 votes acceptés (entre 2007 et 2010) et plus de 1 000 blogs proposés, attirant dans la foulée de nouveaux partenaires tels que Manpower Maroc et Radio Netherlands Worldwide.
Sur la base des remarques des anciens participants (votants et nommés), les organisateurs ont revu le formulaire de participation pour s'aligner sur les standards des autres compétitions internationales. Aussi, le nombre de catégories est passé de 13 à 8 seulement tout en intégrant des services web autres que les plateformes de blogging notamment Twitter, Facebook, les portails d'information et la presse en ligne.

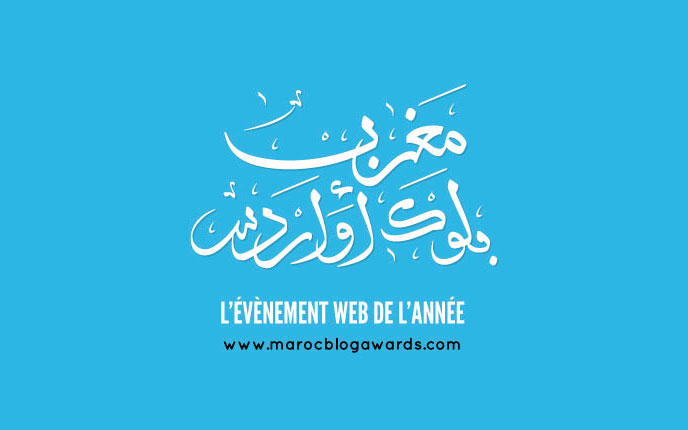
Logo de la 3e édition des Maroc Blog Awards (2009-2010)

#### Les différentes phases de la compétition
La compétition a connu quelques changements dont le principal reste le passage de 3 à 5 finalistes retenus dans chaque catégorie. Pour le reste, les internautes déposent les candidatures via un formulaire en ligne en indiquant la catégorie dans laquelle ils seront nommés. Les propositions les plus citées dans chaque catégorie sont automatiquement retenues et ces mêmes internautes sont appelés à voter pour leurs candidats préférés. Les gagnants sont annoncés lors de la cérémonie de remise des trophées organisée le samedi 30 janvier 2010 à Casablanca à partir de 19h45.

#### Les catégories
Les 8 catégories que se sont disputés les participants aux MBA 3 étaient :
- Blogueur de l'année
- Blogueuse de l'année
- Twitteur/Twitteuse de l'année
- Article (de blog) de l'année
- Photo de l'année
- Site de presse en ligne de l'année
- Portail d'information de l'année
- Page/Groupe Facebook de l'année

#### La cérémonie de remise des trophées
La cérémonie de remise des trophées s'est tenue le 30 janvier 2010 au Théâtre Mohammed VI de Casablanca. Une soirée animée par l'activiste, journaliste et consultante Karima Rhanem et le chanteur et comédien Fayçal Azizi.

#### Les lauréats[5]
- Twitteur/Twitteuse de l'année : Technologix
- Article (de blog) de l'année : Comparatif des tarifs bancaires au Maroc
- Photo de l'année : People 2 (by Imane Tirich)
- Site de presse en ligne de l'année : Al Massae
- Portail d'information de l'année : Segbm.net
- Page/Groupe Facebook de l'année : Marocains fans de Japanimes

### Maroc Blog Awards 4
Cérémonie de remise des prix : 29 janvier 2011 au théâtre Mohammed-VI de Casablanca.
Nombre de catégories : 8.
Palmarès :
- blogueur de l’année : Anas El Filali (Bigbrother.ma) ;
- blogueuse de l’année : Sana Lhannaoui ;
- meilleur twitteur : Lamia Ben Hiba ;
- blog mode et lifestyle : Kamal Jh ;
- photographe de l’année : Zakaria Salhi ;
- portail d’information de l’année : Hespress ;
- article de l’année : « Al Barça wa Akhaouatouha » d'Aymane Boubouh ;
- page Facebook de l’année : Maroc insolite

### Maroc Web Awards 5
Cérémonie de remise des prix : 28 janvier 2012 au théâtre Mohammed-VI de Casablanca.
Nombre de catégories : 15.
Palmarès :
- blogueur de l’année : (Lcassetta.com) ;
- blogueuse de l’année : Hind Touissate (According To Hind) ;
- personnalité de l’année : Yassine Jarram ;
- twitteur de l’année : Driss Slaoui ;
- twitteuse de l’année : LadyGoule ;
- page/groupe Facebook de l’année : Insolite Maroc ;
- portail d’information de l’année : Information Technologies ;
- campagne média de l’année : Operation Smile ;
- photographe de l’année : Mehdi Bennaceri ;
- start-up de l’année : My Deal ;
- article en ligne de l’année : « Le Marocain, cet inculte » de Naoufal Dkier ;
- site e-commerce de l’année : Hmizate.ma ;
- illustrateur de l’année : Merislot ;
- application web de l’année : Fikra.ma ;
- application mobile de l’année : Ronda.

### Maroc Web Awards 6
Cérémonie de remise des prix : 1er février 2013 au théâtre Mohammed-V de Rabat.
Nombre de catégories : 15.
Palmarès :
- blogueur de l’année : Amine Raghib (Th3professional.com) ;
- blogueuse de l’année : Leila (États d'âme d'une Marocaine) ;
- personnalité de l’année : Khalid Sheriff ;
- twitteur de l’année : @hyperconnard ;
- twitteuse de l’année : @lammiia ;
- page/groupe Facebook de l’année : Dictons marocains ;
- portail d’informations de l’année : Almarssadpro.com ;
- utilisateur Instagram de l’année : La Khaoula ;
- photographe de l’année : Kodadi Photography ;
- start-up de l’année : Stagiaires.ma ;
- article en ligne de l’année : « مذكرات طبيب مغربي على خط النار … سوريا » ;
- site e-commerce de l’année : Microchoix.ma ;
- agence web de l’année : Genious ;
- application web de l’année : Alwadifa-maroc.com ;
- application mobile de l’année : Radar Maroc.

### Maroc Web Awards 7
Cérémonie de remise des prix : 1er février 2014 au théâtre théâtre Mohammed-V de Rabat.
Nombre de catégories : 13.
Palmarès :
- personnalité web : Abdellah Abujad ;
- blogueur / blogueuse : Yasmine Naciri ;
- twitteur : Tindars ;
- créatif : Mustapha Swinga ;
- podcasteur : Abdellah Abujad ;
- Instagram : Igmirien ;
- article en ligne : « الهاتف الذكي و الإنسان الغبي » (Le téléphone intelligent et l’homme non intelligent) de Hadri Abdessamad ;
- webzine : المجتمع العلمي المغربي (Science.ma) ;
- photo : Lueurs et espoirs d'Abdela Igmirien ;
- application de l'année : الوظيفة – مروك (Al Wadifa-Maroc) ;
- start-up : Kezakoo ;
- page Facebook : هل تعلم ؟ (Le saviez-vous ?) ;
- e-commerce : Mescadeaux.ma

### Maroc Web Awards 8
Cérémonie de remise des prix : 7 mars 2015 à l'hôtel Hyatt Regency de Casablanca.
Nombre de catégories : 15.
Palmarès :
- personnalité web : Ali Bedar ;
- podcasteur : Simo Sedraty ;
- blogueur : Hamid Oumoumen ;
- créatif : Mehdi Annassi ;
- utilisateur Instagram : Marouane Beslem ;
- article en ligne : « طاح الشعر و بقات الكرامة » (Les cheveux tombent mais la dignité reste) d'Ayoub Boudad ;
- webzine : NssNss.ma ;
- photo : الوحدة في الاختلاف (L'union est dans la diversité) de Sitti Salah ;
- vidéo : « المغربي ملي كطيح ليه 200 درهم » (Le Marocain quand il fait tomber 200 dirhams) de Samir Aït Allou ;
- application mobile : Hellofood ;
- application web : Carte.ma ;
- start-up : Vayago.com ;
- page Facebook : Almarssad : Les Pros marocains / مرصد المحترفين المغاربة ;
- plateforme e-commerce : Sardi.ma ;
- événement digital : What’s your dream? – La Toile de rêve.

## Maroc Web Awards 15
Cérémonie de remise des prix : 6 avril 2022 à l'hôtel Hyatt Regency de Casablanca.
Nombre de catégories : 15.
Palmarès :
- créatif : weedman_psychedelic ;
- Instagram : Anass Ait Lahcen ;
- TikTok: AchnoTari ;
- article en ligne : « سقطت التربية و الأخلاق» ;
- santé et bien-être: Tedwiza ;
- gaming: RedLine ;
- sport et fitness: adamis ;
- science et éducation: Feynbert (Mohamed Babour) ;
- mode et beauté: Titrit Mode ;
- Graphique Design: Ayoub Barday ;
- Humour: Matrixmen ;
- musique: Skaymen ;
- photographe: Said Hmat
- vidéo : « رحلة الهروب من الفقر » ;
- application mobile : PocketDoc ;
- Technologie: Wael Salimi
- page Facebook : Amine Bekkouri ;
- chaîne YouTube: Amine Bekkouri ;
- plateforme e-commerce : Babelmdina.ma ;
- voyage: قناة شواهد لاستكشاف خبايا المغرب و التعرف على أسرار العيش به ;